# Hoodia gordonii

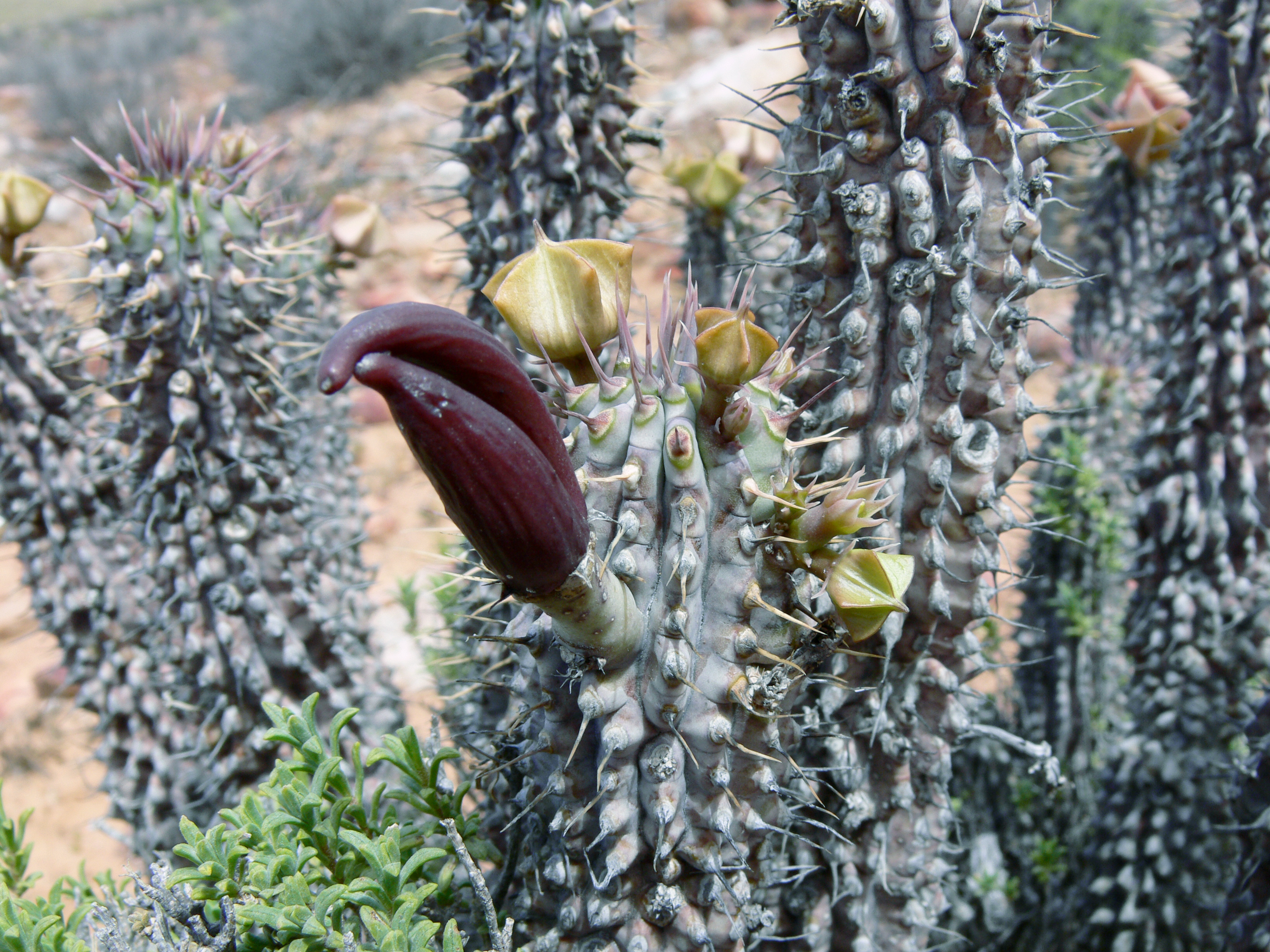
Kapselfrucht

Hoodia gordonii ist eine Pflanzenart der Gattung Hoodia aus der Familie der Hundsgiftgewächse (Apocynaceae).

## Beschreibung
Hoodia gordonii ist eine mehrjährige, dornige und blattlose Sukkulente. Unter idealen Bedingungen können alte Exemplare – bis zu 15 Jahre in der Wildnis – einen Meter groß werden, in der Regel sind sie aber deutlich kleiner. Zu Beginn wird nur ein Stamm gebildet, in der Folge können aber bis zu 50 Äste, die sich am Boden verzweigen, gebildet werden. Die zylindrischen Äste haben einen Durchmesser von bis zu 5 cm.

Im August und September werden terminal, oder nahezu terminal, sehr kurz gestielte Blütenstände gebildet, die aus ein bis vier Blüten bestehen. Die fünflappigen Blüten, mit einem Durchmesser von 75 mm, erinnern an Petunien. Die ersten Blüten werden nach ungefähr 5 Jahren gebildet.
Die bis zu 250 mm langen Kapselfrüchte werden im Oktober und November gebildet und die Samen werden durch den Wind verbreitet.

## Systematik und Verbreitung
Die Erstbeschreibung als Stapelia gordonii durch Francis Masson wurde 1797 veröffentlicht. Joseph Decaisne stellte die Art 1884 in die Gattung Hoodia. Für den Gattungsnamen verwies er dabei auf die dritte Auflage von Robert Sweets Hortus Britannicus von 1839.
Hoodia gordonii wächst zerstreut und fragmentiert in den Halbwüsten im südlichen Afrika; vor allem in Südafrika (Nordkap und Westkap) und in Namibia (Kalahari-Wüste), einzelne Vorkommen gibt es auch in Angola und Botswana. Die Pflanze toleriert Temperaturen zwischen −3 °C und 40 °C und wächst sowohl auf sandigem als auch auf steinigem Untergrund.

## Ökologie
Die Blütezeit von Hoodia gordonii am Standort erstreckt sich vom November bis in den April.

## Artenschutz
Hoodia gordonii steht in Südafrika unter gesetzlichem Naturschutz; die ganze Gattung Hoodia wurde 2004 auch international unter Artenschutz gestellt (13. Vertragsstaatenkonferenz zum Washingtoner Artenschutzübereinkommen). Damit dürfen sowohl ganze Pflanzen als auch Teile und Erzeugnisse daraus (z. B. pharmazeutischen Produkte / Nahrungsergänzungsmittel) nur gehandelt werden, wenn eine naturverträgliche Herkunft nachgewiesen wird. Verstöße gegen die bestehende Aus- bzw. Einfuhrgenehmigungspflicht können Bußgeld- und sogar Strafverfahren nach sich ziehen. Selbst im innereuropäischen Handel muss sowohl der Verkäufer als auch der Käufer belegen können, dass das Produkt oder die verarbeitete Pflanze mit den genannten Genehmigungen in die EU gelangt ist. Dies gilt auch bei Einkäufen über das Internet, insbesondere wenn die Sendung aus einem Nicht-EU-Staat kommt. Produkte, die Hoodia gordonii enthalten, gehören in Österreich zu den Artenschutzobjekten die am häufigsten vom Zoll beschlagnahmt werden.

## Medizinische Nutzung
Hoodia gordonii wurde durch eine Werbekampagne bekannt, die der Pflanze eine appetithemmende Wirkung nachgesagte. In wissenschaftlichen Studien konnte der Effekt nicht gezeigt werden und Verbraucherorganisationen raten dringend von der Einnahme ab.

### Traditionelle Nutzung
Die Khoisan im südlichen Afrika nennen die Pflanze „Kowa“. Sie nutzten Hoodia gordonii wegen ihrer hungerstillenden Wirkung. In Notzeiten und während langer Jagdausflüge, auf denen die Jäger das erlegte Wild nicht selbst verzehrten, sondern traditionsgemäß in ihr Dorf zurückbrachten, sollen die Khoisan Hunger und Durst tagelang mit den leicht bitteren Spross-Stücken der Hoodia gestillt haben.

### Erforschung und Patentierung
1977 wurde von Wissenschaftlern des Südafrikanischen Forschungsbeirates für Wissenschaft und Industrie (CSIR) ein Wirkstoff von Hoodia gordonii extrahiert der heute als P57 bekannt ist. Dieser Wirkstoff ist ein Steroidglykosid, 3-O-[β-D-thevetopyranosyl-(1→4)-β-D-cymaropyranosyl-(1→4)-β-D-cymaropyranosyl]-12β-O-tigloyloxy-14-hydroxy-14β-pregn-5-en-20-on. Der Wirkstoff wurde 1996 patentiert. Im darauffolgenden Jahr erwarb die englische Pharmafirma Phytopharm die Lizenz. Phytopharm kooperierte mit Pfizer, um den Extrakt weiter zu analysieren und zu synthetisieren. 2002 zog sich Pfizer zurück, da die Synthetisierung zu aufwendig war und Komponenten des Wirkstoffes offensichtlich schädigende Nebenwirkung auf die Leber aufwiesen, die nicht entfernt werden konnten.
Ebenfalls 2002 gelang den afrikanischen Khoisan unter Mithilfe des terre-des-hommes-Partners WIMSA (Arbeitsgruppe für einheimische Minderheiten im südlichen Afrika) sowie des südafrikanischen WIMSA-Menschenrechtsanwalts Roger Chennels, Gewinnanteile (0,003 % des Nettogewinns) an der Vermarktung der Hoodia von Pfizer / Phytopharm einzuklagen. Das Ziel war, die etwa 100.000 Khoi-San am Gewinn zu beteiligen, sobald der Wirkstoff „P 57“ auf den Markt kommt.
Im Dezember 2004 hat Phytopharm einen Lizenzvertrag und einen Vertrag zur gemeinsamen Erforschung der Pflanze mit dem niederländisch-britischen Konsumgüterkonzern Unilever abgeschlossen. 2008 löste Unilever die Verträge auf, nachdem die Firma bereits 20 Millionen Euro in die Erforschung investiert hatte und 2010 gab Phytopharm die Patentrechte an Südafrika ab. 2011 wurde die klinische Studie veröffentlicht die zu der Entscheidung geführt hat. Diese belegt, dass der Wirkstoff die gleiche Wirkung wie ein Placebo besitzt.

### Vermarktung als Nahrungsergänzungsmittel
Schon seit der Patentierung 1996 gab es vereinzelte Berichte über Hoodia gordonii und seine angebliche Wirkung. Am 21. November 2004 wurde die Pflanze aber einer breiten amerikanischen Öffentlichkeit, durch einen Fernsehbeitrag, bekannt. In der Folge produzierten eine Vielzahl von Firmen Nahrungsergänzungsmittel, die die Pflanze enthielten. Nahrungsergänzungsmittel wurden sie deshalb genannt, da diese einer geringeren Kontrolle unterliegen und keine klinischen Studien zur Wirksamkeit vorgelegt werden müssen. Durch die plötzlich starke Nachfrage ging der Bestand der Art stark zurück und die Verfügbarkeit der Pflanze war nicht immer gegeben. In 50 % der angebotenen Produkte konnte daher der Inhaltsstoff nicht nachgewiesen werden. Das Marketing ist zwar nicht mehr so intensiv wie vor einigen Jahren, Nahrungsergänzungsmittel mit Hoodia gordonii werden aber nach wie vor, und trotz wissenschaftlicher Widerlegung, als Diätpillen beworben und verkauft. Verbraucherorganisationen raten dringend von der Einnahme ab.